# Galgenmännchen

Leichtere Variante mit 15 Ratestufen

Galgenmännchen, Galgenraten, Galgenbaum oder auch Galgenmann, Hängemann, Hängemännchen oder einfach auch Galgen (englisch auch hangman) ist ein einfaches Buchstabenspiel.

## Geschichte
Tony Augarde, Autor des Werkes The Oxford Guide to Word Games (Oxford University Press) sagt im Kapitel über dieses Spiel: „Die Ursprünge von Galgenmann liegen im Dunkeln, es scheint jedoch in Viktorianischer Zeit entstanden zu sein.“ 1894 ist es in Alice Bertha Gommes Buch Traditional Games unter dem Namen Vögel, Tiere und Fische (engl. Birds, Beasts and Fishes) erwähnt. Die Regeln waren den heutigen Versionen ähnlich.

## Spielablauf

Galgenmännchen am Beispiel des Begriffs 'Wikipedia'

Benötigt werden dazu Papier und Stift. Die Anzahl der Mitspieler ist variabel, häufig sind es jedoch nur zwei. Der Beginner überlegt sich nun ein längeres Wort, von dem er jedoch lediglich den Anfangsbuchstaben hinschreibt. Alle weiteren Buchstaben des ausgedachten Wortes werden durch Striche markiert. Der Rate-Spieler nennt nun in beliebiger Reihenfolge nacheinander einzelne Buchstaben des Alphabets. Der Gegner muss nun jeweils ansagen, wie oft und an welcher Stelle des Lösungswortes der Buchstabe vorkommt. So ergibt sich nach und nach das gesuchte Wort. Kommt ein genannter Buchstabe darin jedoch nicht vor oder hat der Löser gar das falsche Wort geraten, so beginnt der erste Spieler damit, einen Galgen mit einem Gehängten zu zeichnen. Dies geschieht in mehreren Etappen (bei jeder Fehlfrage kommt ein Teilstrich dazu), so dass der Rätsellöser je nach gespieltem Schwierigkeitsgrad etwa 10 bis 15 Fehlversuche hat. Hat er dann das Wort noch nicht herausgefunden, so hat er verloren und hängt symbolisch am Galgen.

## Varianten
Es existieren zahlreiche Varianten dieses Spiels, so dass es ratsam erscheint, sich vor Spielbeginn darüber zu verständigen. So gibt es zum Beispiel:
- Umlaute werden ae, oe oder ue geschrieben. Eszett („scharfes S“: ß) wird als ss geschrieben.
- Die Anzahl der Fragen wird beschränkt (der Galgen ist schneller fertig).
- Bei zwei Mitspielern schreiben beide gleichzeitig ein Wort auf und die Zettel werden anschließend getauscht und es wird abwechselnd geraten.
- Bei mehreren Mitspielern kommt abwechselnd jeder mit dem Raten dran und gewonnen hat derjenige, der das Wort als erster benennt.
- Anstatt des Galgens zeichnet man andere Gegenstände. (So wird beispielsweise an Schulen aufgrund des Wunsches, keinen Galgen zu verwenden, häufig etwas anderes genutzt. Z. B. ein Apfelbaum mit einer bestimmten Anzahl Äpfel, wobei bei jedem Fehlversuch ein Apfel durchgestrichen oder von der Tafel gewischt wird. Aber auch jede andere Zeichnung mit einer geeigneten Anzahl Strichen kann genutzt werden.)
- Der Anfangsbuchstabe muss ebenfalls geraten werden.
- Es wird ein Themengebiet vorgegeben, z. B. Tiere, Pflanzen, Prominente, o. ä.
- Man kann das Raten von Vokalen erlauben, ganz verbieten, oder die Anzahl der geratenen Vokale auf eine bestimmte Anzahl beschränken. Außerdem kann man vereinbaren, Vokale zu „kaufen“, also dass jeder geratene Vokal einen weiteren Strich „kostet“; kommt er nicht vor, gibt es dann noch einen zweiten Strich für den Fehlversuch.

## Alternative Symbole
Eine Hinrichtung als Skizze für ein Wort-Ratespiel zu verwenden, wird kritisiert. Alternative Zeichnungen sind ein Schneemann, eine Blume oder ein Duschmännchen.